# Mischocyttarus ecuadorensis
Mischocyttarus ecuadorensis är en getingart som beskrevs av Zikan 1949. Mischocyttarus ecuadorensis ingår i släktet Mischocyttarus och familjen getingar. Inga underarter finns listade i Catalogue of Life.